# Ајкуле гоничи
Ајкуле гоничи (лат Triakidae) су породица из реда Carcharhiniformes, које чини 40 врста смештених у 9 родова. У неким класификацијама, породица је подељена на две подпородице, са Mustelus, Scylliogaleus, и Triakis у подпородици Triakinae, а преостали родови у подпородици Galeorhininae.
Ајкуле гоничи се разликују по томе што поседују два велика, бескичмена леђна пераја, анално пераје, и овалне очи са никтирајућим капцима. Оне су мале до средње величине, у распону од 37 до 220 cm у дужини одраслих. Распространи су широм света у топлим и умереним водама, где се хране рибама и бескичмењацима на морском дну и у средњем морсом појасу.

## Родови
- Furgaleus Whitley, 1951
- Galeorhinus Blainville, 1816
- Gogolia Compagno, 1973
- Hemitriakis Herre, 1923
- Hypogaleus J. L. B. Smith, 1957
- Iago Compagno & Springer, 1971
- Mustelus H. F. Linck, 1790
- Scylliogaleus Boulenger, 1902 (Лепршаносе ајкуле)
- Triakis J. P. Müller & Henle, 1839